# Checkpoint Bravo

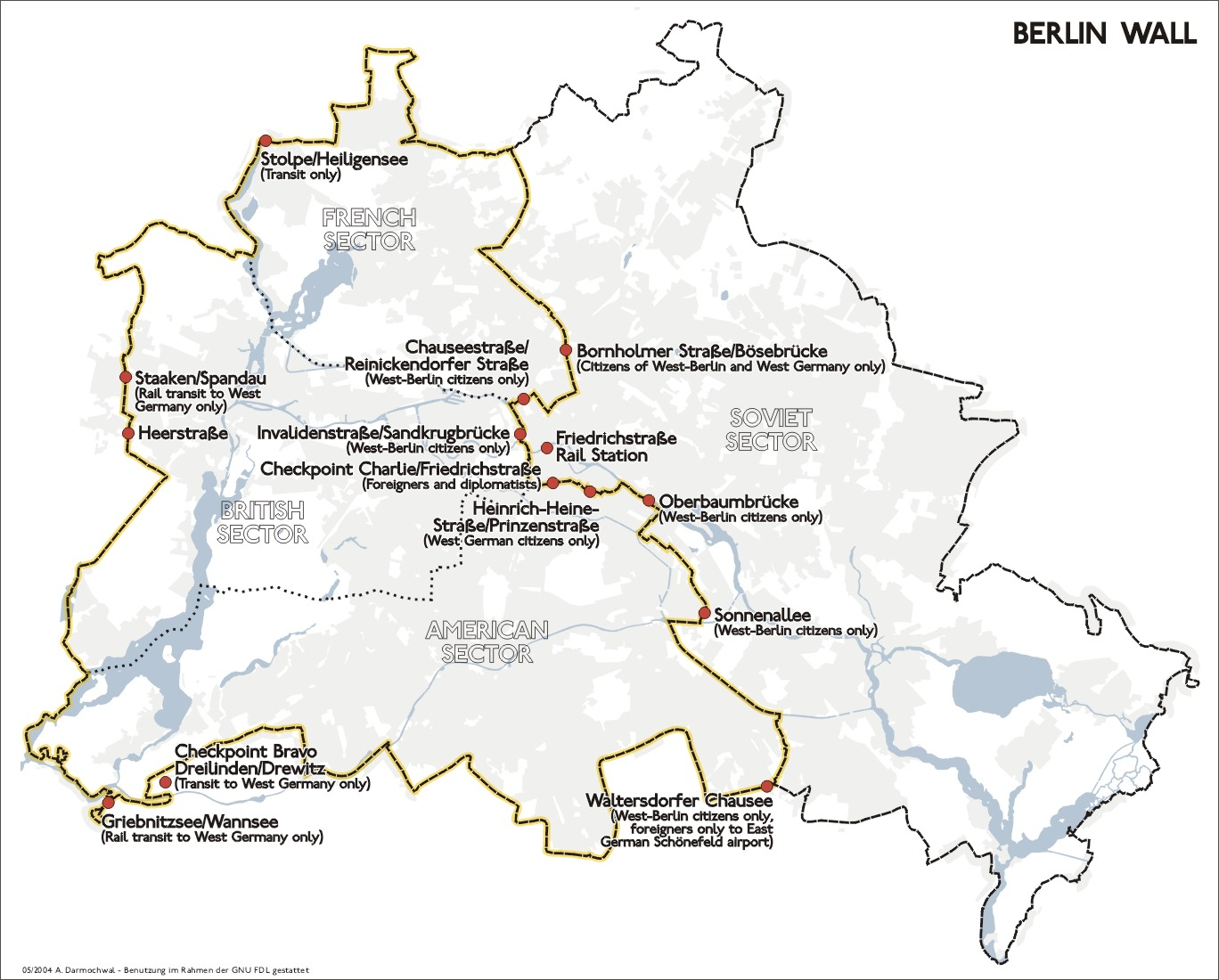
Mapa ukazująca wszystkie przejścia graniczne Berlina Zachodniego

Checkpoint Bravo (ang. Allied Checkpoint Bravo) – przyjęte przez Aliantów określenie przejścia granicznego Dreilinden–Drewitz (niem. Grenzübergang Dreilinden–Drewitz) pomiędzy Berlinem Zachodnim a NRD.

## Położenie
Znajduje się na niemieckiej autostradzie A 115, w dzielnicy Nikolassee w Kleinmachnow.